# Eberhard Nembach

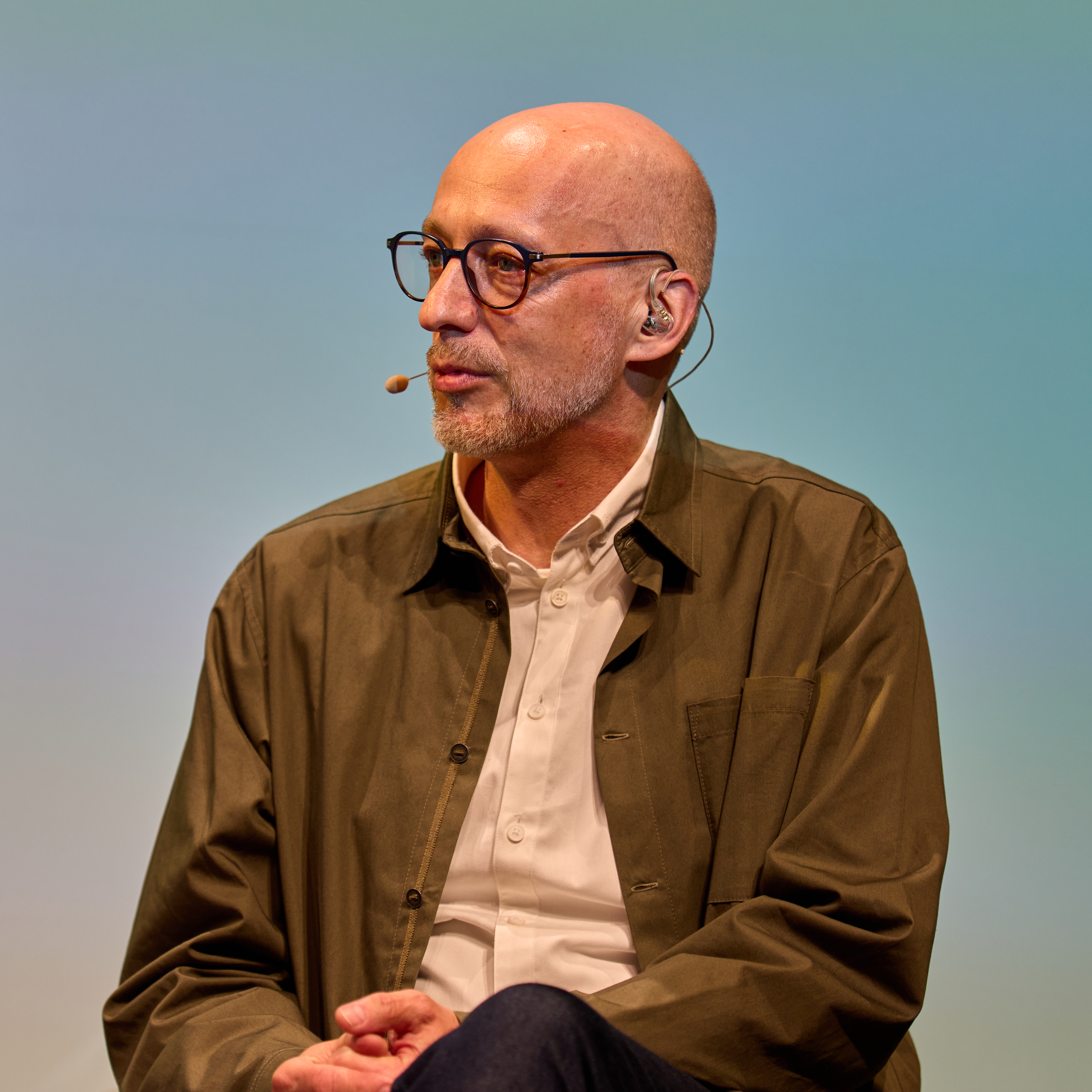
Eberhard Nembach, 2025

Eberhard Nembach (* 1969) ist ein deutscher Journalist, Historiker und Autor.

## Leben
Eberhard Nembach wurde 1969 als Sohn des evangelischen Theologen Ulrich Nembach geboren. Nach dem Abitur studierte er Osteuropäische Geschichte und promovierte 2001 mit einer Arbeit über Stalins Filmpolitik von 1929 bis 1938. Darin zeigt er, wie die bis dahin noch marktorientierte sowjetische Filmindustrie zu einem Instrument der staatlichen Propaganda umgebaut wurde. Seit seiner Promotion arbeitet Nembach als Journalist, schwerpunktmäßig im Hörfunk. Unter anderem war er für BBC World, radio ffn und den Deutschlandfunk tätig, außerdem fünf Jahre als ARD-Rundfunkkorrespondent für Südosteuropa. Inzwischen leitet er die Redaktion Politik bei hr-iNFO.
2014 veröffentlichte Nembach den Kriminalroman Gypsy Blues, in dem es um illegalen Organhandel geht.

## Publikationen
- Stalins Filmpolitik. Der Umbau der sowjetischen Filmindustrie 1929–1938 (Filmstudien 17), Gardez! Verlag, St. Augustin 2001, ISBN 3-89796-052-4.
- Gypsy Blues, Polar Verlag, Hamburg 2014, ISBN 9783945133019.
- Mächtige Religion. Begleitbuch zum Funkkolleg Religion Macht Politik (mit Nicole Deitelhoff, Heike Ließmann u. a.), Wochenschau Verlag, Frankfurt am Main 2019, ISBN 978-3-7344-0739-0.